# Martin Flach der Ältere
Martin Flach (* Mitte des 15. Jahrhunderts in Küttolsheim bei Straßburg; † 26. November 1500 in Straßburg) war ein Straßburger Drucker.

## Leben
Flach war zunächst als Gehilfe bei Johannes Mentelin und Adolf Rusch in Straßburg tätig. 
Er eröffnete 1487 seine eigene Druckerei und erwarb am 31. November 1472 die Straßburger Bürgerrechte. 
Die Drucke vor 1487, die ihm zugeschrieben werden, stammen vom Basler Drucker Martin Flach (* zwischen 1440 und 1445; † um 1510), mit dem er von einigen Historikern verwechselt wurde. 
In seinem Leben hat er rund 70 Drucke erstellt, welche sich vorwiegend mit theologischen Themen beschäftigen. Darunter fallen Predigen und Schriften von Kirchenvätern und -lehrern (bspw. Albertus Magnus, Augustinus, Bonaventura oder Thomas von Aquin).

## Ausgewählte Drucke
- 1487: „Sermones thesauri novi quadragesimales“, Neudrucke 1488 und 1491
- 1487: „Sermones thesauri novi de tempore“ 1487, Neudrucke 1488, 1491, 1493 und 1497
- 1489: „Sermones thesauri novi de sanctis“, Neudrucke 1491, 1493 und 1497
- 1488: „Confessionale Antonini archiepiscopi Florentin“, Neudrucke 1490, 1492, 1496, 1499